# Gudrun Pausewang

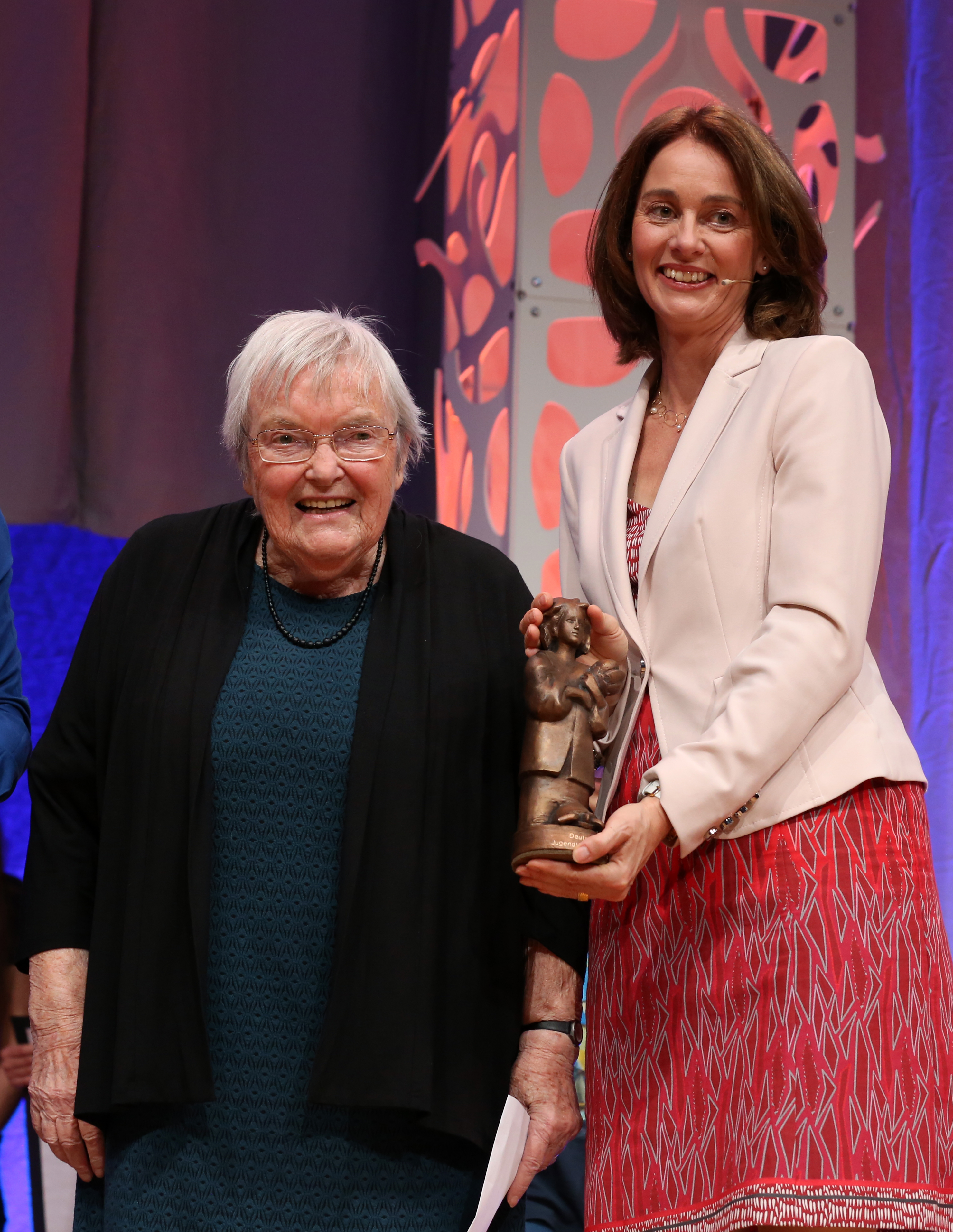
Gudrun Pausewang 2017 bei der Preisverleihung zum Deutschen Jugendliteraturpreis, rechts Bundesministerin Katarina Barley.

Gudrun Pausewang (* 3. März 1928 in Mladkov (Wichstadtl), Tschechoslowakei; † 23. Januar 2020 in Baunach bei Bamberg; Ehename Gudrun Wilcke) war eine deutsche Schriftstellerin. Sie schrieb vor allem Kinder- und Jugendliteratur. Zu ihren bekanntesten Werken gehören Die Not der Familie Caldera (1977), Die letzten Kinder von Schewenborn (1983) und Die Wolke (1987). 2017 wurde Pausewang mit dem Deutschen Jugendliteraturpreis für ihr Gesamtwerk ausgezeichnet.

## Leben
Als älteste Tochter eines Landwirts und seiner Frau Elfriede wuchs Gudrun Pausewang mit fünf Geschwistern, darunter die spätere Autorin Freya Pausewang, in der Lebensreform-Siedlung Rosinkawiese bei Wichstadtl in Ostböhmen auf. Eine weitere Schwester, Sieglinde Pausewang (1934–2020), war die Begründerin des Kinderhilfswerks Ayudame in Arequipa (Peru). Nach der Grundschule besuchte Gudrun Pausewang ein Mädchengymnasium. Ihr Vater fiel im Zweiten Weltkrieg, als sie 15 Jahre alt war. Nach Kriegsende floh sie mit ihrer Familie nach Westdeutschland. In Wiesbaden machte sie 1948 das Abitur, studierte am Pädagogischen Institut in Weilburg an der Lahn und unterrichtete als Grund- und Hauptschullehrerin.
Ab 1956 lehrte sie fünf Jahre an Deutschen Schulen in Chile und zweieinhalb Jahre in Venezuela. Sie bereiste in dieser Zeit Mittel-, Nord- und Südamerika, unter anderem das Amazonasgebiet, Feuerland, Peru, Bolivien, Kolumbien und Mexiko. Ende 1963 ging sie zurück nach Deutschland, studierte Germanistik und war als Lehrerin an einer Grundschule beschäftigt. Vier Jahre später ging sie mit ihrem Mann Hermann Wilcke nach Kolumbien, wo sie fünf Jahre an der Deutschen Schule Barranquilla unterrichtete. 1972 kehrte sie mit ihrem damals zweijährigen Sohn endgültig nach Deutschland zurück und lebte bis 2016 im hessischen Schlitz. Diese Kleinstadt wurde später Ort der Handlung ihrer Werke Die letzten Kinder von Schewenborn und Die Wolke. Bis zu ihrer Pensionierung im Jahr 1989 arbeitete sie dort als Lehrerin. Einer ihrer Schüler war der spätere Journalist und Kunsthändler und ehemalige
Rowohlt-Verleger Florian Illies. Ab 2016 lebte sie in einem Seniorenheim bei Bamberg.
Für Die Wolke erhielt Pausewang 1988 den Deutschen Jugendliteraturpreis, 2017 erhielt sie den Sonderpreis des Deutschen Jugendliteraturpreises für ihr Lebenswerk. 1998 promovierte sie an der Universität Frankfurt am Main mit ihrer Dissertation Vergessene Jugendschriftsteller der Erich-Kästner-Generation.
Gudrun Pausewang starb am 23. Januar 2020 in der Nähe von Bamberg im Alter von 91 Jahren.

## Werk
Während der ersten zehn Jahre ihrer Schriftstellertätigkeit schrieb Pausewang nur Bücher für Erwachsene, später auch für Kinder und Jugendliche. Sie beschäftigte sich mit Problemen der Dritten Welt, auf die sie in Südamerika aufmerksam wurde. Außerdem setzte sie sich für Frieden und Umweltschutz ein und warnte vor der Nutzung von Atomenergie und vor neonazistischen Tendenzen. 1989 ging sie als Lehrerin in den Ruhestand und widmete sich seitdem ganz dem Schreiben und Lesungen in Schulen, Büchereien und Buchhandlungen.
Pausewang veröffentlichte viele Bücher, die sich häufig um die Themen Frieden und Umweltschutz drehen und von denen mehrere mit Preisen ausgezeichnet wurden. Die Gesamtauflage ihrer Bücher betrug zum Zeitpunkt ihres Todes etwa 5 Millionen. Im Zeitgeist der Friedens- und Ökologiebewegung der 1980er-Jahre geschrieben, bezieht sie in ihren Büchern eine klare und deutliche politische Stellung. So wurden Die letzten Kinder von Schewenborn oder auch Der Aufstieg und Untergang der Insel Delfina zu Kultbüchern für die Anti-Atomkraft-Bewegung und für die Generation der Aussteiger in den frühen 80er-Jahren. Kritiker halten dagegen gerade diese Positionierung für überzeichnet und einseitig. Auch auf die Doppelbödigkeit ihrer Schilderungen ist verwiesen worden: Pausewangs Die letzten Kinder von Schewenborn erzähle „von Kindern, die nach einem Atomkrieg qualvoll sterben. Gerahmt durch die Erklärung der Autorin, politisch engagieren zu wollen, pflegt der Text zugleich eine negative Beziehung zur Leserschaft: Die Brutalität der Schilderungen wütet gegen die Welt der durch die ‚Gnade der späten Geburt‘ Verschonten.“
Seit Anfang der 1990er-Jahre schrieb Pausewang auch eine Reihe von Jugendbüchern zum Thema Nationalsozialismus, den sie als Jugendliche selbst erlebt und gelebt hatte, darunter 1997 auch eine Biographie des jungen Hitler.
Unter ihren Romanen und Kurzgeschichten befinden sich auch einige heitere Texte, wie etwa Aufstieg und Untergang der Insel Delfina oder Roller und Rosenkranz.
Die vier erfolgreichsten Bücher Pausewangs sind:
- Die Not der Familie Caldera (1977)
- Die letzten Kinder von Schewenborn (1983)
- Ich habe Hunger – ich habe Durst (1984)
- Die Wolke (1987)

In dem Roman Die Wolke beschreibt die Autorin die Erlebnisse eines Strahlenopfers nach einem Super-GAU in einem deutschen Kernkraftwerk. Der Roman wurde nach der Verfilmung im Jahr 2006 ihr auflagenstärkstes Werk. Ausgehend von der Nuklearkatastrophe von Fukushima thematisierte Pausewang später erneut die Risiken der Nukleartechnologie in ihrem Roman Noch lange danach (2012).

## Literarische Werke
- Rio Amargo oder das Ende des Weges. DVA, Stuttgart 1959, DNB 453721745.
- Der Weg nach Tongay, Erzählung, DVA, Stuttgart 1965, DNB 453721753; als Taschenbuch: dtv, München 1988, ISBN 3-423-10854-1.
- Plaza Fortuna (1966) (Fortsetzungsroman ab 4. Dezember 1966: Plaza Fortuna. In: Arbeiter-Zeitung. Wien 4. Dezember 1966, S. 6.)
- Bolivianische Hochzeit. DTV, München 1968, ISBN 3-423-11798-2.
- Südamerika aus erster Hand. Als Herausgeberin. Arena Verlag, 1970, ISBN 978-3-401-03553-6.
- Die Entführung der Doña Agata. Rowohlt Verlag Reinbek, 1971, ISBN 978-3-688-10357-7.
- Hinterm Haus der Wassermann. Ravensburger Verlag, Ravensburg, 1972, ISBN 978-3-473-52077-0.
- Aufstieg und Untergang der Insel Delfina. Die Muschel, Kreuzlingen 1973, ISBN 978-3-936819-02-1.
- Und dann kommt Emilio. Ravensburger Verlag, Ravensburg, 1974,  ISBN 978-3-473-39362-6.
- Karneval und Karfreitag. Rowohlt Verlag, Reinbek, 1976,  ISBN 978-3-499-14335-9.
- Kunibert und Killewamba. Maier Verlag, Ravensburg, 1976,  ISBN 978-3-473-35027-8.
- Die Not der Familie Caldera. Ravensburger Verlag, Ravensburg, 1977,  ISBN 978-3-473-35034-6.
- Auf einem langen Weg. Ravensburger Verlag, Ravensburg, 1978, ISBN 978-3-473-52041-1.
- Wie gewaltig kommt der Fluß daher. Rowohlt Verlag, Reinbek, 1978, ISBN 978-3-688-10356-0.
- Der Streik der Dienstmädchen. Maier Verlag, Ravensburg, 1979,  ISBN 978-3-473-35048-3.
- Rosinkawiese. DTV, München, 1980, ISBN 978-3-423-11489-9.
- Ich habe Hunger, ich habe Durst. Ravensburger Verlag, Ravensburg, 1981,  ISBN 978-3-473-58074-3.
- Die Freiheit des Ramon Acosta. Deutsche Verlagsanstalt, München, 1981. ISBN 978-3-421-06051-8.
- Steckenbein und Steckenbeinchen. Benzinger Verlag, 1982. ISBN 978-3-545-28016-8.
- Frieden kommt nicht von allein. Ravensburger Verlag, Ravensburg, 1982. ISBN 978-3-473-37324-6.
- Die Prinzessin springt ins Heu. Ravensburger Verlag, Ravensburg, 1982. ISBN 978-3-473-51646-9.
- Die letzten Kinder von Schewenborn, Ravensburger Verlag 1983, ISBN 3-473-58007-4.
- Kinderbesuch. DTV, München, 1984. ISBN 978-3-423-12749-3.
- Etwas läßt sich doch bewirken. Ravensburger Verlag, Ravensburg, 1984. ISBN 978-3-473-51593-6.
- Wer hat Angst vor Räuber Grapsch? Ravensburger Verlag, Ravensburg, 1984. ISBN 978-3-473-47574-2.
- Das Sonnenfest. Verlag Middelhauve, Opladen, 1985. ISBN 978-3-7876-9193-7.
- Friedens-Geschichten. Ravensburger Verlag, Ravensburg, 1985. ISBN 978-3-473-52024-4.
- Pepe Amado. Ravensburger Verlag, Ravensburg, 1986. ISBN 978-3-7160-2042-5
- Guten Tag, lieber Feind. Middelhauve Verlag, Opladen 1986. ISBN 978-3-7876-9209-5.
- Ein wilder Winter für Räuber Grapsch. Ravensburger Verlag, Ravensburg, 1986.  ISBN 978-3-473-47575-9.
- Ich hab einen Freund in Leningrad. Grenzen überwinden. Ravensburger Verlag, Ravensburg, 1986.  ISBN 978-3-473-51747-3.
- Die Wolke. Ravensburger Verlag, Ravensburg, 1987. ISBN 978-3-473-52024-4.
- Ein Eigenheim für Räuber Grapsch. Ravensburger Verlag, Ravensburg, 1987.  ISBN 978-3-473-47576-6.
- Ich gebe nicht auf. Jünger Medien, 1987.  ISBN 978-3-7664-9312-5.
- Das Tor zum Garten der Zambranos. Ravensburger Verlag, Ravensburg, 1988. ISBN 978-3-473-58036-1.
- Kreuz und quer übers Meer. Ravensburger Verlag, Ravensburg, 1988. ISBN 978-3-473-33536-7.
- Der Großvater im Bollerwagen. Verlag Nagel & Kimche AG, 1988. ISBN 978-3-312-00721-9.
- Die Kinder in der Erde. Ein Märchen. Ravensburger Verlag, Ravensburg, 1988. ISBN 978-3-473-33570-1.
- Fern von der Rosinkawiese. Dtv, München, 1989. ISBN 978-3-423-11636-7.
- Zwei hungrige Freunde. Verlag Nagel & Kimche AG, 1989. ISBN 978-3-312-00731-8.
- Die Koselmühle. Patmos Verlag, Düsseldorf, 1989. ISBN 978-3-491-79334-7.
- Triller im Truseltal. Thienemann Verlag, Stuttgart, 1989. ISBN 978-3-522-42750-0.
- Kreuzweg für die Schöpfung. Baden-Baden Signal Verlag, Baden-Baden, 1990. ISBN 978-3-7971-0282-9.
- Geliebte Rosinkawiese. Ravensburger Verlag, Ravensburg, 1990. ISBN 978-3-473-35113-8.
- Es ist doch alles grün. Ravensburger Verlag, Ravensburg, 1991. ISBN 978-3-473-51910-1.
- Wetten, daß Goethe den Wahnsinn verböte. Ravensburger Verlag, Ravensburg, 1992. ISBN 978-3-473-35124-4.
- Das große Buch vom Räuber Grapsch. Ravensburger Verlag, Ravensburg, 1992. ISBN 978-3-473-34430-7.
- Reise im August. Ravensburger Verlag, Ravensburg, 1992. ISBN 978-3-473-58040-8.
- Der Schlund. Ravensburger Verlag, Ravensburg, 1993. ISBN 978-3473580194.
- Rotwengel-Saga. Eichborn Verlag, Köln, 1993. ISBN 978-3821802794.
- Das Ei auf Feuerland. Ravensburger Verlag, Ravensburg, 1993. ISBN 978-3473343461.
- Was ich dir noch sagen wollte. Evangelischer Verlag, Stuttgart, 1993. ISBN 978-3791818238.
- Die Kinder in den Bäumen. Verlag Nagel & Kimche AG, 1994. ISBN 978-3312007721.
- Der Glückbringer. DTV, München, 1995. ISBN 978-3-423-12299-3.
- Der Weihnachtsmann im Kittchen. Ravensburger Verlag, Ravensburg, 1995. ISBN 978-3473342778.
- Die Seejungfrau in der Sardinenbüchse. Verlag Nagel & Kimche AG, 1995. ISBN 978-3312007899.
- König Midas mit den Eselsohren. Herder Verlag, Freiburg im Breisgau, 1995. ISBN 978-3451237485.
- Die Verräterin. Ravensburger Verlag, Ravensburg, 1995. ISBN 978-3473580996.
- Einfach abhauen. Verlag Nagel & Kimche AG, 1996. ISBN 978-3312008018.
- Wie es den Leuten von der Rosinkawiese nach dem Krieg erging. Eichborn Verlag, Köln, 1996. ISBN 978-3821803821.
- Wiedersehen mit Anna. Evangelischer Verlag, Stuttgart, 1997. ISBN 978-3791817187.
- Adi, Jugend eines Diktators. Ravensburger Verlag, Ravensburg, 1997. ISBN 3-473-58151-8.
- Ich geb dir noch eine Chance, Gott! Ravensburger Verlag, Ravensburg, 1997. ISBN 978-3473521449.
- Hörst du den Fluss, Elin? Verlag Nagel & Kimche AG, 1998. ISBN 978-3312008186.
- Warum eigentlich nicht Ravensburger Verlag, Ravensburg, 1998. ISBN 978-3473521012.
- Was wisst ihr denn von mir. Burckhardthaus Laetare München, 1998. ISBN 978-3766493460.
- Barfuß durch die große Stadt. Verlag Nagel & Kimche AG, 1999. ISBN 978-3312008391.
- Vergessene Schriftsteller der Erich Kästner-Generation. Peter Lang GmbH, 1999. ISBN 978-3631345887[9]
- Hallo Vetter Quijote. Rede in der Johann-Wolfgang-Goethe-Universität Frankfurt am Main. Freundeskreis des Instituts für Jugendbuchforschung, 1999.
- Roller und Rosenkranz. Arena Verlag, Würzburg, 2000. ISBN 978-3401023434.
- Macht euch euren Krieg allein! und andere absichtliche Geschichten. Ravensburger Verlag Ravensburg, 2000. ISBN 978-3473343775.
- Du darfst nicht schreien. Ravensburger Verlag, Ravensburg, 2000. ISBN 978-3473581962.
- Tod einer Touristin. Edition Toni Pongratz, Hauzenberg, 2000. ISBN 978-3-931883-15-7.
- Oma, wie war Weihnachten früher? Ein Adventskalender zum Vorlesen und Basteln. O.V., 2001. ISBN 978-3-7806-0564-1.
- Onkel Hugo und der Zauberer. Patmos Verlag, 2002. ISBN 978-3491374560.
- Dort, wo zwei Monde scheinen. Ravensburger Verlag, Ravensburg, 2002. ISBN 978-3473344130.
- Und was mach ich? oder Der Traum vom Fliegen. Ravensburger Buchverlag Otto Maier GmbH, Ravensburg 2003. ISBN 978-3-473-35238-8.
- Regine und der Medizinmann. Muschel Verlag, 2003. ISBN 978-3936819069.
- Der Spinatvampir. Sauerländer Verlag, 2003. ISBN 978-3794160105.
- Ich war dabei. Geschichten gegen das Vergessen. FISCHER Kinder- und Jugendtaschenbuch, 2004. ISBN 978-3733501051.
- Überleben! Ravensburger Verlag, Ravensburg, 2005. ISBN 3-473-35254-3.
- Die Kinder- und Jugendliteratur des Nationalsozialismus als Instrument ideologischer Beeinflussung. Liedertexte – Erzählungen und Romane – Schulbücher – Zeitschriften – Bühnenwerke (2005), veröffentlicht unter dem Passnamen Gudrun Wilcke.
- Die Meute. Ravensburger Verlag, Ravensburg, 2006. ISBN 978-3473583393.
- Aufmüpfige Geschichten. Ravensburger Verlag, Ravensburg, 2006. ISBN 978-3473522965.
- Ärmer werden … na und! Denkanstöße nicht nur für junge Leute (2006)
- Die Räuberschule. Ravensburger Verlag, Ravensburg, 2007. ISBN 978-3473524600.
- Erlaubter Humor im Nationalsozialismus. 1933–1945. Peter Lang GmbH, 2007. ISBN 978-3631567432.
- Neues vom Räuber Grapsch. Ravensburger Verlag, Ravensburg, 2008. ISBN 978-3473347254.
- Ein wunderbarer Vater. Sauerländer Verlag, 2009. ISBN 978-3794180929.
- Adi – Jugend eines Diktators (2009)
- Pacrakontoj (Werktitel: Friedensgeschichten) (2009)
- Omi, liebe Omi (2009)
- Kinderbesuch (2009)
- Die Oma im Drachenbauch und andere Omageschichten. Illustriert von Henning Löhlein, Gerstenberg, Hildesheim 2010, ISBN 978-3-8369-5275-0.
- Au revoir, bis nach dem Krieg (1. Auflage, 2012)
- Noch lange danach. Ravensburger, Ravensburg 2012, ISBN 978-3-473-40075-1 (40 Jahre nach einem Atomunfall, geschrieben unter dem Eindruck der schrecklichen Ereignisse in Fukushima).
- Der einhändige Briefträger oder ein Herbst, ein Winter, ein Frühling, Ravensburger, Ravensburg 2015, ISBN 978-3-473-40121-5.
- König Midas mit den Eselsohren. Illustriert von Angelika Kaufmann, Verlag Bibliothek der Provinz, Weitra 2015, ISBN 978-3-99028-504-6.
- Der rote Wassermann (2015)
- Sie folgten einem hellen Stern (2015)
- Heldengedenken (2015)
- So war es, als ich klein war 2016, ISBN 978-3-473-52442-6.
- Die Kinder in der Erde (Neuauflage des Bilderbuchs von 1988, illustriert von Saskia Diederichsen), Matabooks, Dresden 2020, ISBN 978-3-947681-08-2

## Ehrungen und Auszeichnungen
- 1977: Buxtehuder Bulle für Die Not der Familie Caldera
- 1981: La vache qui lit für Ich habe Hunger – ich habe Durst
- 1981: Preis der Leseratten für Ich habe Hunger – ich habe Durst
- 1983: La vache qui lit für Die letzten Kinder von Schewenborn
- 1983: Buxtehuder Bulle für Die letzten Kinder von Schewenborn
- 1988: Deutscher Science-Fiction-Preis für Die Wolke
- 1988: Deutscher Jugendliteraturpreis für Die Wolke
- 1988: Kurd-Laßwitz-Preis für Die Wolke
- 1990: Bücherlöwe für Die Wolke
- 1998: George-Konell-Preis der Landeshauptstadt Wiesbaden
- 1999: Heinrich-Wolgast-Preis für Hörst du den Fluß, Elin?
- 1999: Bundesverdienstkreuz am Bande des Verdienstordens der Bundesrepublik Deutschland[10]
- 2009: Eduard-Bernhard-Preis des BUND Hessen für Die Wolke
- 2009: Großer Preis der Deutschen Akademie für Kinder- und Jugendliteratur e. V. Volkach – Lebenswerk
- 2017: Deutscher Jugendliteraturpreis – Sonderpreis für das Lebenswerk[11]